# 1681 en science
| Années de la science : 1678 - 1679 - 1680 - 1681 - 1682 - 1683 - 1684    |
| Décennies de la science : 1650 - 1660 - 1670 - 1680 - 1690 - 1700 - 1710 |

Cet article présente les faits marquants de l'année 1681 en science.

## Événements
- 15 mai : le canal du Midi, long de 321 km et conçu par l’ingénieur Pierre-Paul Riquet est ouvert à la navigation[1].
- Mai[2] : début de la construction de la machine de Marly pour l’alimentation en eau du château de Versailles (fin en 1684)[3].
- Août : début de la fabrication des globes de Coronelli (fin en décembre 1683)[4].

- Dernière mention d'une observation du dodo de l'île Maurice[5].

## Publications
- Eusebio Francisco Kino : Exposición Astronómica de el Cometa, México.
- L’Atlas nouveau (cartes de G. Sanson) publié par Hubert Jaillot.

## Naissances

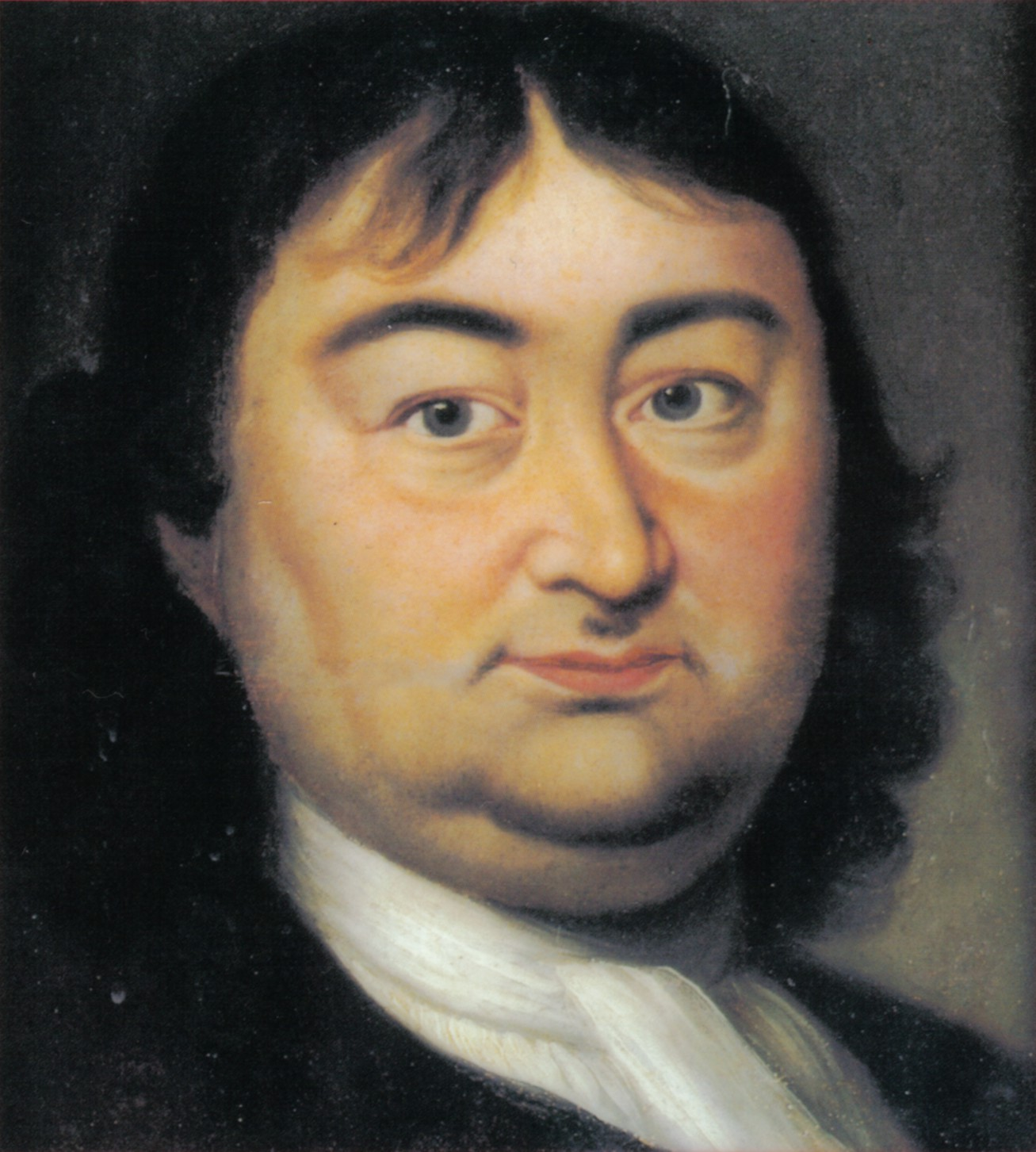
Vitus Béring

- 1er janvier : Joseph François Lafitau (mort en 1746), missionnaire, jésuite, ethnologue et naturaliste français.
- 12 août : Vitus Béring († 1741), explorateur danois.

## Décès
- 17 novembre : Tito Livio Burattini (né en 1617), philosophe italien.